# Équipe cycliste Storck-Metropol
L'équipe cycliste Storck-Metropol (officiellement Team Storck-Metropol Cycling) est une équipe cycliste allemande. Créée en 2023, elle court avec une licence d'équipe continentale depuis ses débuts.

## Histoire de l'équipe
L'équipe est lancée pour la saison 2023 à partir de la fusion de deux clubs amateurs allemand : Hanau-Storck et Wheelsports Metropol. L'un des principaux sponsors est le fabricant de vélos Storck Bicycle.
L'équipe participe principalement aux courses des circuits continentaux UCI et du calendrier national, y compris la Rad-Bundesliga. La première victoire internationale de l'équipe est obtenue en 2023 par Niklas Behrens, qui court pour l'équipe en tant que stagiaire, avec une victoire d'étape au Flanders Tomorrow Tour.

## Classements UCI
L'équipe participe aux épreuves des circuits continentaux et en particulier de l'UCI Europe Tour. Les tableaux ci-dessous présentent les classements de l'équipe sur les différents circuits, ainsi que son meilleur coureur au classement individuel.
UCI Europe Tour
| UCI Europe Tour | UCI Europe Tour        | UCI Europe Tour                           | UCI Europe Tour |
| Année           | Classement par équipes | Meilleur coureur au classement individuel |                 |
| --------------- | ---------------------- | ----------------------------------------- | --------------- |
| 2023            | 96e                    | -                                         |                 |
|                 |                        |                                           |                 |
| Source : UCI    |                        |                                           |                 |

L'équipe est également classée au Classement mondial UCI qui prend en compte toutes les épreuves UCI et concerne toutes les équipes UCI.
| Classement mondial | Classement mondial     | Classement mondial                        | Classement mondial |
| Année              | Classement par équipes | Meilleur coureur au classement individuel |                    |
| ------------------ | ---------------------- | ----------------------------------------- | ------------------ |
| 2023               | 183e                   | Roman Duckert (1770e)                     |                    |
| 2024               | 176e                   | Noé Ury (1614e)                           |                    |
|                    |                        |                                           |                    |
| Source : UCI       |                        |                                           |                    |

## Team Storck-Metropol Cycling en 2025
Effectif
| Effectif 2025            | Effectif 2025     | Effectif 2025 | Effectif 2025                          |
| Cycliste                 | Date de naissance | Pays          | Équipe précédente                      |
| ------------------------ | ----------------- | ------------- | -------------------------------------- |
| Lucas Carstensen         | 16 juin 1994      | Allemagne     | Roojai Insurance (2024)                |
| Moritz Czasa             | 3 juin 2002       | Allemagne     | Rad-Net Oßwald (2024)                  |
| Roman Duckert            | 12 janvier 2002   | Allemagne     | Cologne Riders p/b Dauner-Akkon (2023) |
| Robin Fischer            | 4 janvier 1994    | Allemagne     |                                        |
| Toni Franz               | 5 janvier 1997    | Allemagne     | Berthold RadTeam (2022)                |
| Paul Keller              | 7 mai 2003        | Allemagne     |                                        |
| Felix Kloss              | 7 février 2006    | Allemagne     |                                        |
| Max Märkl                | 4 mars 2004       | Allemagne     | Rad-Net Oßwald (2023)                  |
| Dominik Merseburg        | 15 septembre 1991 | Allemagne     | Stradalli-Bike Aid (2016)              |
| Jan Münzer               | 7 mai 2001        | Allemagne     |                                        |
| Oscar Schempp            | 18 mars 2005      | Allemagne     |                                        |
| Campo Schmitz            | 15 juin 2001      | Allemagne     |                                        |
| Patrick Schubert         | 21 mars 1984      | Allemagne     |                                        |
| Mateusz Uryga            | 11 janvier 2005   | Pologne       |                                        |
|                          |                   |               |                                        |
| Source : ProCyclingStats |                   |               |                                        |

Victoires
| Victoires | Victoires | Victoires | Victoires | Victoires | Victoires |
| Date      | Course    | Pays      | Classe    | Vainqueur |           |
| --------- | --------- | --------- | --------- | --------- | --------- |